# Ожидівська сільська рада
Ожидівська сільська рада — орган місцевого самоврядування у Буському районі Львівської області з адміністративним центром у с. Ожидів.

## Загальні відомості
Історична дата утворення: 17 вересня 1939 року.

## Населені пункти
Сільській раді підпорядковані населені пункти:
- с. Ожидів
- с. Закомар'я
- с. Застав'є
- с. Йосипівка
- с. Павлики
- с. Сидори
- с. Янгелівка

## Склад ради
Рада складається з 20 депутатів та голови.

### Керівний склад ради
| ПІБ                    | Основні відомості                                            | Дата обрання | Дата звільнення |
| ---------------------- | ------------------------------------------------------------ | ------------ | --------------- |
| Шах Олександра Юріївна | Сільський голова, 1967 року народження, освіта, позапартійна | 26.03.2006   | 31.10.2010      |
| Шах Олександра Юріївна | Сільський голова, 1945 року народження, освіта, позапартійна | 31.10.2010   |                 |

Примітка: таблиця складена за даними джерела